# Петраково (Новленский сельсовет)
Петраково — деревня в Вологодском районе Вологодской области.
Входит в состав Новленского сельского поселения (с 1 января 2006 года по 8 апреля 2009 года входила в Вотчинское сельское поселение), с точки зрения административно-территориального деления — в Вотчинский сельсовет.
Расстояние до районного центра Вологды по автодороге — 93 км, до центра муниципального образования Новленского по прямой — 27 км. Ближайшие населённые пункты — Яруново, Кривякино, Беглово.
По переписи 2002 года население — 7 человек.